# میگان سرژانت
میگان سرژانت (انگلیسی: Meaghan Sargeant؛ زادهٔ ۱۶ مارس ۱۹۹۴) بازیکن فوتبال اهل بریتانیا است.
وی همچنین در تیم‌های ملی فوتبال England women's national under-17 football team, England women's national under-19 football team، و England women's national under-23 football team بازی کرده‌است.